# David Wu
David Wu (cinese tradizionale: 吳振偉; cinese semplificato: 吴振伟; pinyin: Wú Zhènwěi; Hsinchu, 8 aprile 1955) è un politico statunitense di origini taiwanesi, membro della Camera dei Rappresentanti per lo Stato dell'Oregon.

## Biografia
Nato a Taiwan, Wu è figlio di genitori cinesi originari di Suzhou, nella provincia di Jiangsu, e stabilitisi a Taiwan per via della guerra civile cinese. Nel 1961 i Wu si trasferirono negli Stati Uniti.
David studiò a Stanford e per qualche tempo frequentò la Harvard Medical School, dividendo un appartamento con Bill Frist, che alcuni anni dopo sarebbe stato eletto senatore per lo Stato del Tennessee.
Wu tuttavia non terminò gli studi di medicina, laureandosi invece in legge all'Università di Yale nel 1982. Successivamente fu socio di uno studio legale e nel 1998 entrò attivamente in politica, candidandosi alla Camera dei Rappresentanti.
Wu vinse le elezioni e negli anni a venire fu riconfermato per altri sei mandati.
Nel luglio del 2011 Wu annunciò le sue dimissioni dal Congresso in seguito ad uno scandalo di natura sessuale: il deputato infatti venne accusato di violenza carnale da una diciottenne, figlia di un suo amico e sostenitore politico. Wu ammise i rapporti sessuali, ma affermò che si trattava di incontri consensuali. Ciononostante dichiarò le sue intenzioni di abbandonare il seggio una volta terminato il dibattito parlamentare sull'innalzamento del tetto del debito pubblico.
David Wu è stato sposato con Michelle Maxine Wu dal 1996 al 2009, quando i due annunciarono la separazione. Da lei ha avuto due figli, Matthew e Sarah.